# The Avenging Conscience
The Avenging Conscience també titulada Thou Shalt Not Kill és una pel·lícula muda de la Majestic Motion Picture Company dirigida per D. W. Griffith i protagonitzada per Henry B. Walthall i Blanche Sweet. Està basada en el relat “El cor delator” d’Edgar Allan Poe i el seu poema “Annabel Lee”. Amb una llargada de quatre bobines, es va estrenar 24 d’agost de 1914.

## Argument
Un home decideix criar personalment el fill de la seva germana que acaba de morir. Anys més tard, el nen, ara home, apassionat de l’obra de Poe, inicia una relació amorosa amb una dona tot i l’oposició del seu oncle. Com a conseqüència abandona qualsevol relació amb ell, fins i tot a la feina. Turmentat per visions de mort i sofriment s’adona que el seu oncle és la única cosa que li impedeix viure la seva història d'amor, amb la que anomena la seva “Annabel Lee”. Finalment decideix matar-lo. Un cop mort l’empareda darrera de la llar de foc. Un italià ha presenciat l'escena des de la finestra i ell compra el seu silenci. Per evitar despertar sospites, també escenifica la seva desaparició. No obstant això, el jove se sent turmentat per la culpa de l'assassinat del seu oncle i es torna sensible a qualsevol soroll, per lleuger que sigui. El fantasma del seu oncle se li comença a aparèixer i acaba perdent el control de la realitat, per lo que la policia descobreix què ha fet i el persegueix. Al final tot ha estat un somni i el seu oncle és viu. Es reconcilien i el nebot es casa amb la seva estimada.

## Repartiment
- Henry B. Walthall (el nebot)
- Blanche Sweet (l’estimada)
- Spottiswoode Aitken (l’oncle)
- George Siegmann (l’italià)
- Ralph Lewis (detectiu de la policia)
- Mae Marsh (criada)
- Robert Harron (el noi de la botiga)
- Wallace Reid⁣ (el metge)
- Josephine Crowell (mare de la xicota)
- Dorothy Gish
- Donald Crisp
- George Beranger